# 하마토라
하마토라(일본어: ハマトラ)는 코다마 유우키와 마츠마이 나츠의 원안의 일본 애니메이션이다.
2014년 1월부터 3월까지 TV 도쿄 계열에서 TV 애니메이션화로 방영되었으며, 동년 7월부터 Re:␣ 하마토라가 방영되었다.
동년 8월에 무대화를 하는 것이 발표하였다.